# Magyar Shakespeare Bizottság
A Magyar Shakespeare Bizottság története a magyarországi, magyar nyelvű Shakespeare-befogadás történetével szorosan összefügg. Eddig négy Shakespeare Bizottság jött létre a magyar Shakespeare-befogadás hosszú története folyamán. Mindegyik bizottság más céllal alakult meg, és ezért mindegyik más módon járult hozzá a magyar Shakespeare-kultuszhoz.

## A Shakespeare Bizottságok története

### Az első Shakespeare-bizottság
Az első magyar Shakespeare-bizottság 1860-ban jött létre. A Kisfaludy Társaság egyik bizottságaként hozták létre Arany János vezetésével egy bizonyos feladat elvégzése céljából. A Bizottság feladatául azt kapta, hogy fordíttassák le és jelentessék meg a teljes Shakespeare-i életművet. A 19 kötetből álló sorozat hosszú előkészítés után, számos párhuzamos fordítás elkészíttetése, összevetése, bírálata, módosítása után 1864 és 1878 között jelent meg Tomori Anasztáz anyagi támogatásával, aki már 1858-ban vállalta a kiadás finanszírozását. Ahogy Dávidházi Péter írja: " Az új testület olcsó, dísztelen kötésben, egyszerű nyomással, de magas színvonalú fordításokban akarta minél szélesebb közönség számára hozzáférhetővé tenni Shakespeare munkáit". Feladatának teljesítése után a bizottság nem kapott újabb feladatot, és ezért lassan megszűnt.

### A második Magyar Shakespeare-bizottság
A második Magyar Shakespeare Bizottság 1907-ben alakult meg. A Kisfaludy Társaság bizottságaként Shakespeare műveinek jegyzetekkel, bevezetőkkel ellátott újrakiadásának elkészítését, valamint kutatását, népszerűsítését tűzte ki célul: "feladat Shakespeare műveinek ismeretét és azok tudományos búvárlatát Magyarországon előmozdítani.". A második Shakespeare Bizottság működésének köszönhető egy szakkönyvtár létrehozása, a Magyar Shakespeare-tár című folyóirat, majd évkönyv elindítása, egy új összkiadás megjelentetésének beindítása, felolvasó estek szervezése.

### A harmadik Magyar Shakespeare Bizottság
A harmadik Magyar Shakespeare Bizottság 1987-ben kezdte meg munkáját. Az előkészítés szervezési feladatait Fabiny Tibor végezte el, majd titkárként dolgozott a későbbiekben. Ennek a Shakespeare Bizottságnak elnöke volt Kéry László, tagjaiként számos mára már híressé vált Shakespeare-kutatót tarthatott számon: Dávidházi Péter, Kállay Géza, Szőnyi György Endre, Kiss Attila, Gellért Marcell stb. A Bizottság feladatául tűzte ki, hogy elősegítse a magyar Shakespeare-kutatást rendszeres tudományos előadások szervezésével, az Új Magyar Shakespeare-tár (1988) megjelentetésével, a külföldi Shakespeare-kutatókkal, intézményekkel kapcsolatok kiépítésével, a színházak bevonásával. A Bizottság munkabizottságokat hozott létre, hogy minél hatékonyabban végezhesse feladatait: Fordítás és szövegkiadás, Magyar Shakespeare-fogadtatás: irodalmi hatások, Értelmezés és kritika, Színházi figyelő, Az angol reneszánsz magyarországi kutatása, Bibliográfia, Shakespeare tanításának kérdései. A harmadik Shakespeare Bizottság tevékenysége az 1990-es évek közepe felé már megszűnőben volt, a rendszerváltás elvonta munkájáról a figyelmet.

### A negyedik Magyar Shakespeare Bizottság
A negyedik Magyar Shakespeare Bizottság 2013-ban alakult meg. Az előkészítés feladatait Almási Zsolt végezte a magyar Shakespeare-kutatók támogatásával, és az egyéves előkészítő munka után megalakulhatott az új Bizottság a Magyar Anglisztikai Társaság egyik munkabizottságaként. 2013-2016-ig a bizottság elnöke Nádasdy Ádám, titkára Almási Zsolt, az elnökség tagjai Fabiny Tibor, Eszenyi Enikő, Gedeon József, Pikli Natália és Szőnyi György Endre voltak. 2016-ban Nádasdy Ádám elnöki posztjáról történt lemondása után a bizottság új elnököt választott. Így 2016-tól 2018-ig a bizottság elnöksége a következő tagokból áll: elnök Fabinyi Tibor, titkár Almási Zsolt, Eszenyi Enikő, Nádasdy Ádám (tiszteletbeli elnök) és Schiller Mariann, kooptált elnökségi tagok Gedeon József (2016 novemberében bekövetkezett haláláig), Pikli Natália, Szőnyi György Endre, valamint 2017-től Kiséry András. 2018-2023 között a bizottság elnöke Pikli Natália, titkára Almási Zsolt, tagjai Nádasdy Ádám, Fabiny Tibor, Schiller Mariann, Szőnyi György Endre, kooptált tagjai pedig Kiséry András és Rudolf Péter. 2023-tól a bizottság elnöke Almási Zsolt, titkára Schandl Veronika (2024-től Reuss Garbriella), a vezetőség tagjai: Kiséry András, Kiss Attila, Reuss Gabriella és Schiller Mariann, kooptált tagjai pedig Nádasdy Ádám, Pethő Nóra és Rudolf Péter. A bizottság célja, hogy információs csomópontként szolgáljon a magyar Shakespeare-befogadás érintettjei között: tudomány, oktatás, színház, műfordítás. A bizottság levelezőlistákat, honlapot, Facebook-oldalt üzemeltet, havonta hírlevelet jelentet meg, hogy minél szélesebb köreit az érdeklődőknek tájékoztatni tudja az érdekes eseményekről. Kéthavonta ingyenes, tudományos vagy színházi üléseket szervez, tagjai rádióműsorokban szerepelnek, színházak Shakespeare-előadásaiban segítenek, beszélgetéseken vesznek részt.